# Айюло, Манни
Манни Айюло (англ. Manny Ayulo; 20 октября 1921, Бербанк — 16 мая 1955, Индианаполис) — американский автогонщик Формулы-1, участвовавший лишь в гонке «500 миль Индианаполиса» в 1950-55 годах, когда она входила в зачёт чемпионата мира Формулы-1. Единожды в 1951 финишировал на подиуме, заменив после середины дистанции Джека Макграта.

## Биография
Родился в Лос-Анджелесе в семье перуанского происхождения. Отец его был консулом Перу, а мать была американкой родом из Южной Каролины. Участие в гонках Манни начал с любительских гонок в 1940-х. Вместе с другом и напарником по команде Джеком Макгратом положил начало использованию дорожных родстеров в гонках. По некоторым сведениям, не пользовался услугами механиков, дорабатывая автомобиль самостоятельно. В 1948 впервые принял участие в чемпионате AAA. Лучшим результатом для него стало второе место по итогам 1954 года с двумя победами — в Дарлингтоне и во второй гонке в Милуоки. Также он трижды стартовал с поула, а всего участвовал в 59 гонках.
С 1949 по 1955 ежегодно участвовал в «500 милях Индианаполиса». Из семи попыток пройти квалификацию удалось четырежды, в 1953 - даже во втором ряду, на четвёртом месте. Однако, из четырёх стартов он смог добраться до финиша лишь дважды, на 20-м месте в 1952 и на 13-м месте в 1954. Но лучшим результатом для него стала гонка 1951 года. Несмотря на то что за рулём своего автомобиля он квалификацию не прошёл, по договорённости со старым приятелем Макгратом он заменил того за рулём ровно после середины дистанции — на сотом круге. Стартовавший с первого ряда Макграт успел к тому моменту даже полидировать с десяток кругов, так что Айюло без проблем смог финишировать на высоком для себя третьем месте. Так как с 1950 по 1960 годы гонка в Индианаполисе считалась зачётным этапом чемпионата мира Формулы-1, оба гонщика по тогдашним правилам получили по два очка в зачёт.
Карьера Манни оборвалась в 1955 году, когда он погиб, участвуя в тренировке перед очередной гонкой в Индианаполисе. Авария произошла поздно вечером, проходя первый поворот он потерял управление и практически «в лоб» врезался в стену. По официальной версии причиной гибели гонщика могли стать неисправное крепление руля, непристёгнутый ремень безопасности или ошибка из-за наступления сумерек.

## Результаты выступлений

### Инди 500
| Год   | №                      | Старт                  | Время                  | Ранг                   | Финиш                  | Круги                  | Лидер                  | Причина схода          |
| ----- | ---------------------- | ---------------------- | ---------------------- | ---------------------- | ---------------------- | ---------------------- | ---------------------- | ---------------------- |
| 1949  | 52                     | 33                     | 125,799                | 33                     | 28                     | 24                     | 0                      | Шатун                  |
| 1950  | Не прошел квалификацию | Не прошел квалификацию | Не прошел квалификацию | Не прошел квалификацию | Не прошел квалификацию | Не прошел квалификацию | Не прошел квалификацию | Не прошел квалификацию |
| 1951  | 9                      | —                      | —                      | —                      | 3*                     | 200                    | 11                     | Финишировал            |
| 1952  | 8                      | 28                     | 135,982                | 10                     | 20                     | 184                    | 0                      | Классифицирован        |
| 1953  | 88                     | 4                      | 136,384                | 15                     | 13                     | 184                    | 0                      | Шатун                  |
| 1954  | 88                     | 22                     | 138,164                | 23                     | 13                     | 197                    | 0                      | Классифицирован        |
| 1955  | Не прошел квалификацию | Не прошел квалификацию | Не прошел квалификацию | Не прошел квалификацию | Не прошел квалификацию | Не прошел квалификацию | Не прошел квалификацию | Не прошел квалификацию |
| Всего | Всего                  | Всего                  | Всего                  | Всего                  | Всего                  | 589                    | 11                     |                        |

| Старты      | 4 |
| Поулы       | 0 |
| Первые ряды | 0 |
| Победы      | 0 |
| Топ-5       | 1 |
| Топ-10      | 1 |
| Сход        | 2 |

* заменил Джека Макграта

### Формула-1
| Легенда к таблице |                                                                    |
| --- | ------------------------------------------------------------------ |
| В таблице перечислены результаты всех Гран-при Формулы-1, в которых принимал участие гонщик. Строками таблицы являются сезоны, столбцами — этапы чемпионата мира. В каждой клетке указаны сокращённое название этапа и результат, дополнительно обозначенный цветом. Расшифровка обозначений и цветов представлена в нижеследующей таблице. |                                                                    |
| \| Пример \| Описание \| \| ------------ \| ------------------------------------------------------------------ \| \| 1 \| Победитель \| \| 2 \| Второе место \| \| 3 \| Третье место \| \| 5 \| Финишировал, заработав очки \| \| Сход \| Не финишировал, но при этом заработал очки \| \| 12 \| Финишировал, не получив очков \| \| НКЛ \| Финишировал, но не попал в финальную классификацию \| \| 15 \| Участвовал вне зачёта, либо по отдельной классификации \| \| 18 \| Не финишировал, но попал в финальную классификацию \| \| Сход \| Не финишировал \| \| НКВ \| Не прошёл квалификацию \| \| НПКВ \| Не прошёл предквалификацию \| \| ДСК \| Дисквалифицирован \| \| ИСК \| Исключён из протокола соревнований \| \| ТТ \| Заявлен для участия только в тренировках \| \| НС \| Участвовал в квалификации, но не стартовал в гонке \| \| Т \| Травмирован или болен \| \| ОТК \| Отказ от участия \| \| НТР \| Прибыл на соревнования, но на трассу не выезжал \| \| НПР \| Был заявлен в числе участников, но не прибыл к началу соревнований \| \| О \| Соревнования отменены \| \| \| Не участвовал \| \| Поул-позиция \| \| \| Быстрый круг \| \| |                                                                    |
| Пример | Описание                                                           |
| 1 | Победитель                                                         |
| 2 | Второе место                                                       |
| 3 | Третье место                                                       |
| 5 | Финишировал, заработав очки                                        |
| Сход | Не финишировал, но при этом заработал очки                         |
| 12 | Финишировал, не получив очков                                      |
| НКЛ | Финишировал, но не попал в финальную классификацию                 |
| 15 | Участвовал вне зачёта, либо по отдельной классификации             |
| 18 | Не финишировал, но попал в финальную классификацию                 |
| Сход | Не финишировал                                                     |
| НКВ | Не прошёл квалификацию                                             |
| НПКВ | Не прошёл предквалификацию                                         |
| ДСК | Дисквалифицирован                                                  |
| ИСК | Исключён из протокола соревнований                                 |
| ТТ | Заявлен для участия только в тренировках                           |
| НС | Участвовал в квалификации, но не стартовал в гонке                 |
| Т | Травмирован или болен                                              |
| ОТК | Отказ от участия                                                   |
| НТР | Прибыл на соревнования, но на трассу не выезжал                    |
| НПР | Был заявлен в числе участников, но не прибыл к началу соревнований |
| О | Соревнования отменены                                              |
| | Не участвовал                                                      |
| Поул-позиция |                                                                    |
| Быстрый круг |                                                                    |

| Сезон | Команда                   | Шасси             | Двигатель          | Ш | 1   | 2       | 3       | 4   | 5   | 6   | 7   | 8   | 9   | Место | Очки |
| ----- | ------------------------- | ----------------- | ------------------ | - | --- | ------- | ------- | --- | --- | --- | --- | --- | --- | ----- | ---- |
| 1950  | Coast Grain               | Maserati 8CTF     | Offenhauser 4,5 L4 | F | ВЕЛ | МОН     | 500 НКВ | ШВА | БЕЛ | ФРА | ИТА |     |     | —     | 0    |
| 1951  | Hinkle                    | Kurtis Kraft 3000 | Offenhauser 4,5 L4 | F | ШВА | 500 3   | БЕЛ     | ФРА | ВЕЛ | ГЕР | ИТА | ИСП |     | 15    | 2    |
| 1951  | Blue Crown Spark Plug Spl | Lesovsky          | Offenhauser 4,5 L4 | F | ШВА | 500 НКВ | БЕЛ     | ФРА | ВЕЛ | ГЕР | ИТА | ИСП |     | 15    | 2    |
| 1952  | Coast Grain               | Lesovsky          | Offenhauser 4,5 L4 | F | ШВА | 500 20  | БЕЛ     | ФРА | ВЕЛ | ГЕР | НИД | ИТА |     | —     | 0    |
| 1953  | Peter Schmidt             | Kuzma             | Offenhauser 4,5 L4 | F | АРГ | 500 13  | НИД     | БЕЛ | ФРА | ВЕЛ | ГЕР | ШВА | ИТА | —     | 0    |
| 1954  | Peter Schmidt             | Kuzma             | Offenhauser 4,5 L4 | F | АРГ | 500 13  | БЕЛ     | ФРА | ВЕЛ | ГЕР | ШВА | ИТА | ИСП | —     | 0    |
| 1955  | Peter Schmidt             | Kurtis Kraft 500C | Offenhauser 4,5 L4 | F | АРГ | МОН     | 500 НКВ | БЕЛ | НИД | ВЕЛ | ИТА |     |     | —     | 0    |